# Anapis discoidalis
Anapis discoidalis är en spindelart som först beskrevs av Balogh och Imre Loksa 1968.  Anapis discoidalis ingår i släktet Anapis och familjen Anapidae. Inga underarter finns listade i Catalogue of Life.